# Rauma (gmina)
Gmina Rauma (norw. Rauma kommune) – norweska gmina leżąca w okręgu Møre og Romsdal. Jej siedzibą jest miasto Åndalsnes.
Gmina Rauma jest 52. norweską gminą pod względem powierzchni.

## Demografia
Według danych z roku 2005 gminę zamieszkuje 7336 osób, gęstość zaludnienia wynosi 4,89 os./km².
Pod względem zaludnienia Rauma zajmuje 137. miejsce wśród norweskich gmin.
| ludność stan na 1 stycznia 2005 |         |           |       |
|                                 | kobiety | mężczyźni | razem |
| osób                            | 3617    | 3719      | 7336  |
| %                               | 49,3%   | 50,7%     | 100%  |

| wykształcenie stan na 1 października 2004 |        |         |        |        |
|                                           | podst. | średnie | wyższe | niezn. |
| osób                                      | 1493   | 3464    | 819    | 106    |
| %                                         | 25,38% | 58,89%  | 13,92% | 1,8%   |

## Edukacja
Według danych z 1 października 2004:
- liczba szkół podstawowych (norw. grunnskolar): 7
- liczba uczniów szkół podst.: 1022

## Władze gminy
Według danych na rok 2011 administratorem gminy (norw. rådmann) jest Per Nyheim, natomiast burmistrzem (norw. ordfører, d. borgermester) jest Torbjørn Rødstøl.

## Zabytki
Najważniejszym zabytkiem gminy jest kościół słupowy Rødven stavkirke z XII wieku. Atrakcję turystyczną stanowi również tzw. Droga Trolli.